# Bor (Srbsko)
Bor (v srbské cyrilici Бор) je město ve východním Srbsku v pohoří tzv. srbských Karpat. Je průmyslovým městem a administrativním centrem Borského okruhu, centrum těžebního průmyslu v Srbsku a dříve i v bývalé Jugoslávii
. Žije zde celkem 34 160 obyvatel. V jeho blízkosti se nachází pohoří Stol.

## Název
Název města je slovanského původu a vznikl podle srbského slova pro borovici (wikt:бор)

## Geografie
Město se nachází na východě Srbska, na svažité rovině a v blízkosti tzv. Borské řeky. Nadmořská výška se pohybuje od 378 do 480 m n. m., západní okraje města se nacházejí výše. Směrem na východ a k bulharské hranici potom nadmořská výška přirozeně klesá.

## Historie
Samotné město se nachází v hlubokých lesích, nicméně je rovněž obklopeno celou řadou povrchových dolů na těžbu mědi (a dalších kovů) a rovněž i sléváren (především ze severní strany). První záznam o vesnici s názvem Borins pochází z rakouské mapy z roku 1718. V roce 1897 byl zahájen geologický průzkum lokality, který inicioval Felix Hofmann.  Těžba této rudy byla zahájena v Boru a jeho okolí v roce 1904, kdy licenci na těžbu této suroviny získala jedna francouzská společnost. Jeden z dolů později vlastnil i Đorđe Vajfert, který je vyobrazen na bankovce v hodnotě 1000 RSD, a který se stal později i guvernérem srbské národní banky. Prvním ředitelem místních dolů byl Čech František Šístek původem z Plzně. O jeho umístění do této pozice se zasloužil právě Vajfert. Francouzská společnost zde postavila kromě dolu několik reprezentativních domů, které jsou příkladem francouzské architektury a dnes relativně ceněné. 
V letech 1933 až do druhé světové války bylo vybudováno postupně sídliště (dnes Nová/Jižní kolonie). Tvořilo ji nejprve 350 domů, hned při jejich vzniku získal Bor elektrické osvětlení. V roce 1931 zde žilo 4749 obyvatel. V roce 1940 zde byl postaven pravoslavný kostel sv. Jiří, menší kostelík zde stál ale již v 19. století. 
Za druhé světové války měla německá okupační správa velký zájem na využívání dolů pro potřeby německého válečného průmyslu. Pracovali zde různí váleční zajatci. Nuceně nasazeni zde byli zajatci ze Srbska, dozor vykonávali Maďaři.[zdroj?]
Za více než sto let od té doby se Bor rozrostl z obyčejné vesnice do velikosti města o několika desítkách tisíc obyvatel. Průmysl umožnil příchod dalších obyvatel z venkova i dalších regionů. Statut města získal Bor v roce 1945 a o téměř dva roky později překročil hranici deset tisíc obyvatel. Byly provedeny rozsáhlé investice do průmyslu a vybudováno např. umělé jezero. Společnost na těžbu a zpracování mědi byla znárodněna a v 80. letech 20. století díky exportu do zemí západní Evropy zažilo město svůj největší rozvoj. Zpracováváno bylo až 140 tisíc tun mědi ročně.[zdroj?] Vznikly zde školy, vybudována byla všeobecná nemocnice. Město nicméně urbanisticky stále připomíná řadu sídlišť, resp. propojených dělnických kolonií. Modernější výstavba byla realizována na jeho jižním okraji (tj. dále od dolů a průmyslových podniků). Zde vyrostla nejen panelová sídliště, ale také např. sportovní centrum Mladost (Mládí).
Průmysl se však po rozpadu SFRJ dostal do těžkého útlumu. Počet obyvatel, který okolo roku 1991 dosahoval hodnoty okolo šedesáti tisíc lidí, poklesl na přelomu století (na 40 668 obyvatel) a v druhé dekádě 21. století podstatným způsobem.
Čínská společnost Zijin dokázala trojnásobně zvýšit produkci v místních dolech a udržet dlouhodobě tradiční výrobu. Došlo nicméně k nárůstu znečištění ovzduší a dalších externalit. Čínská společnost dokázala těžbu rudy obnovit.

## Obyvatelstvo
Obyvatelstvo je předvážně srbské národnosti, zastoupeni jsou ale také Valaši[zdroj?] a menší mírou i zástupci dalších národností bývalé Jugoslávie.

## Kultura

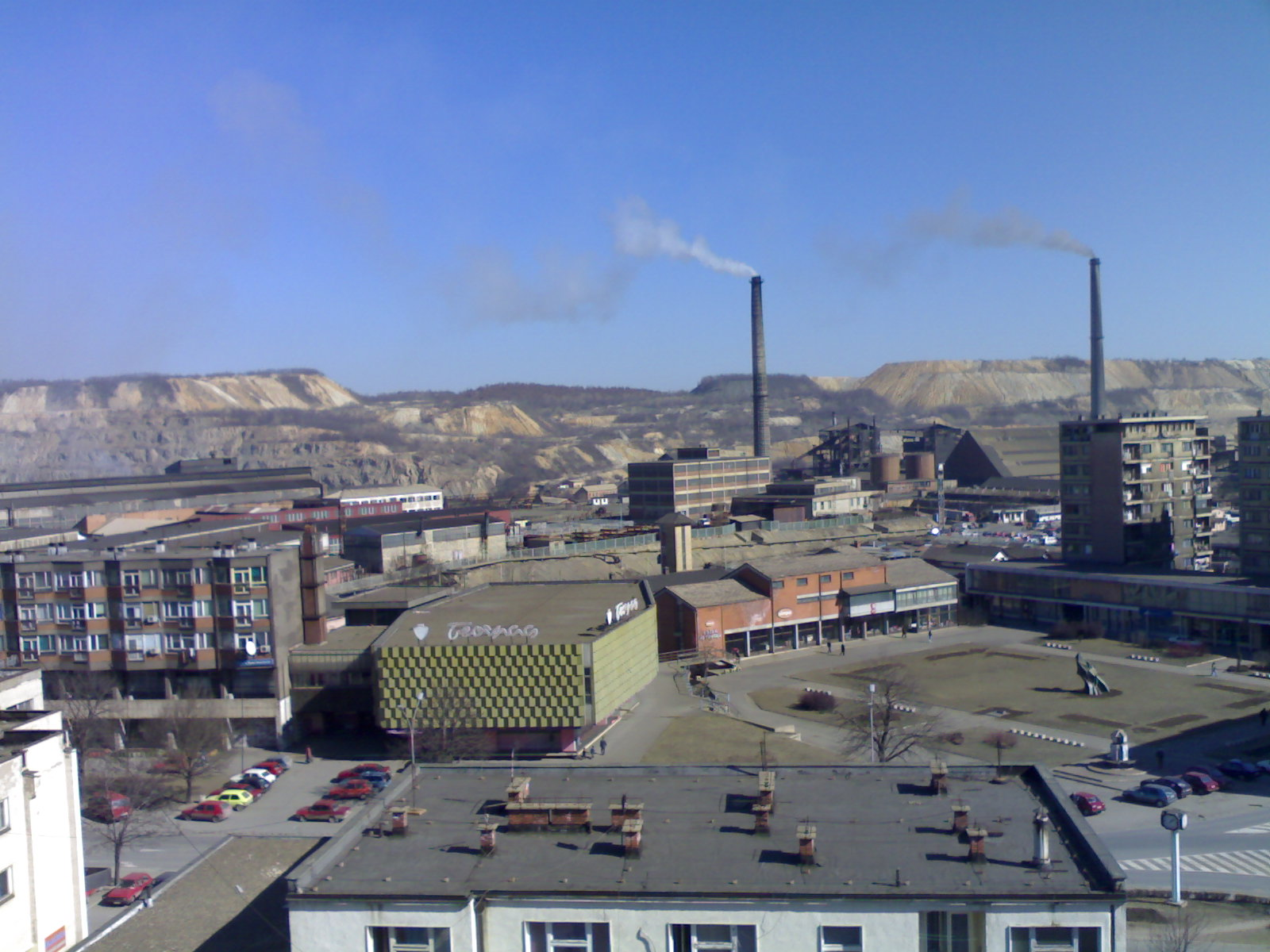
Obchodní centrum a průmyslové podniky.

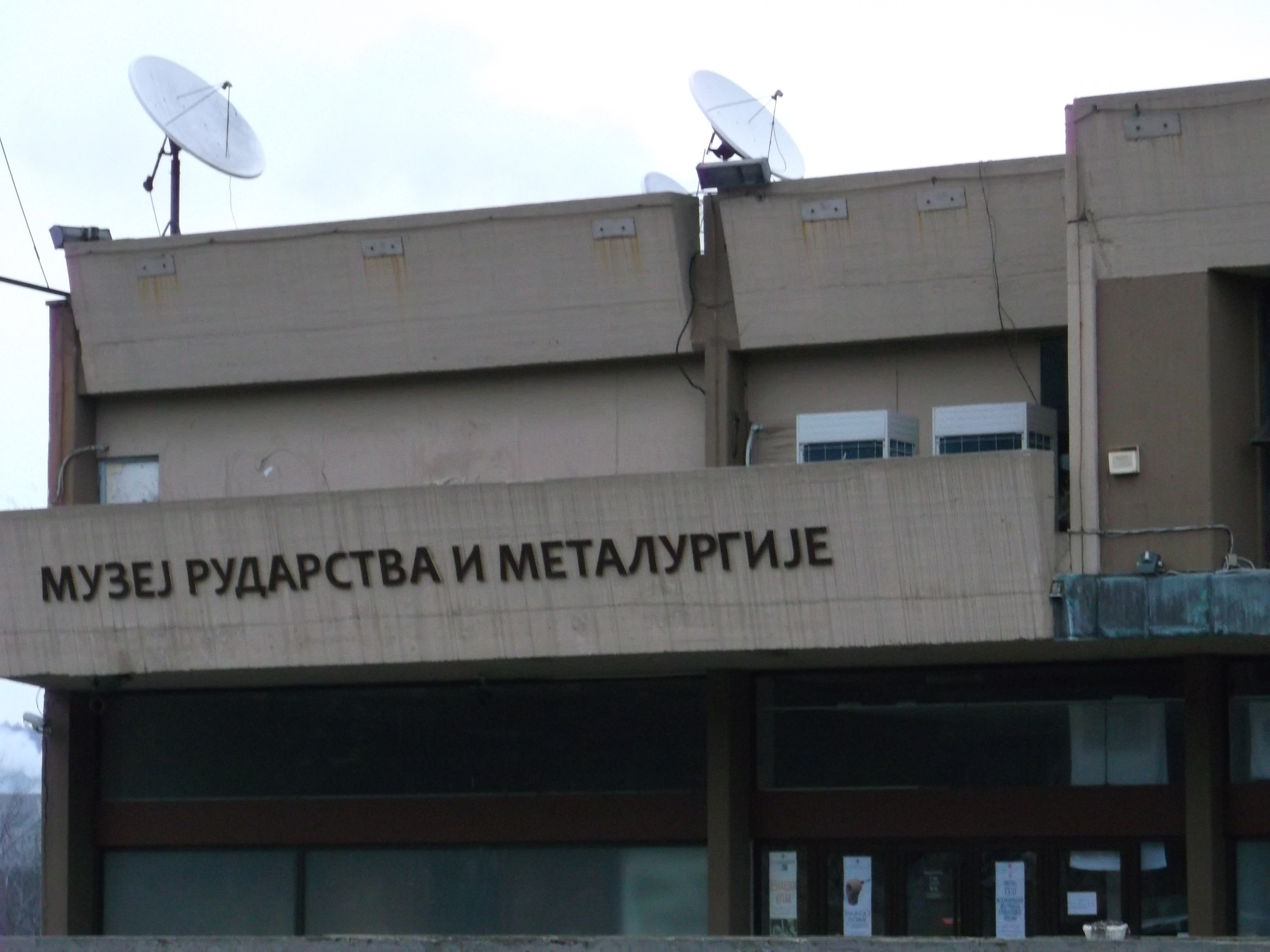
Muzeum hornictví a metalurgie.

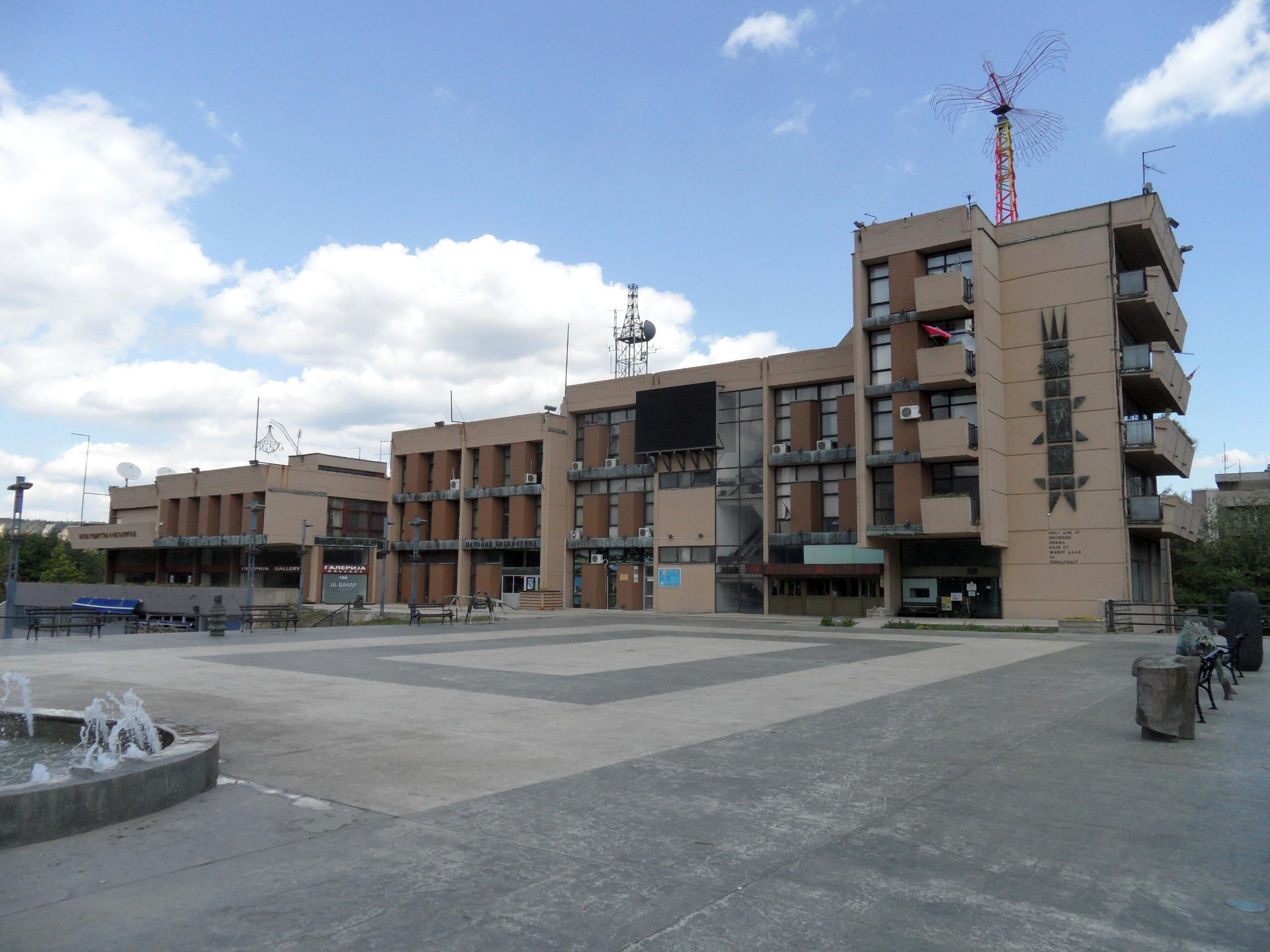
Dům kultury.

V Boru se nachází lidová knihovna (srbsky Narodna biblioteka). Stojí zde také muzeum hornictví a metalurgie.
Město je známé také tím, že se zde natáčela řada filmů. Mezi ně patří např. Beli beli svet a další.
Místní kostel je zasvěcen sv. Jiří (srbsky Црква светог Ђурђа). Kromě toho zde také stojí kostel sv. Ludvíka a starší pravoslavný kostel. Ve městě se nachází rovněž památník, který připomíná těžbu rud.

## Turistika
V blízkosti Boru se nachází Borské jezero a lázně Brestovačka Banja. Nejbližší pohoří se jmenuje Stol.

## Ekonomika
Většina obyvatel je zaměstnána v prvovýrobě (těžbě surovin) a průmyslové výrobě. Následuje obchod a veřejné služby. Předpokládá se, že těžba zde bude pokračovat nejméně 50 let. Největší důl na území města nese název Veliki Krevelj. 

## Doprava
V Boru se nachází nádraží Mala Krsna–Vražogrnac. Hraje význam především v nákladní železniční dopravě, umožňuje napojení průmyslu a místních dolů na srbskou železniční síť. Trať podchází střed města tunelem. Současné nádraží bylo postaveno po druhé světové válce.
Borem prochází rovněž i silnice č. 37, která město spojuje s východním Srbskem (městem Zaječar) a regionální silnice č. 161 směrem do města Žagubica a dále k Bělehradu. Vzhledem k intenzivnímu těžebnímu průmyslu je město vystaveno značné míře kamionové dopravy. V roce 2022 má být proto zahájena výstavba silničního okruhu okolo Boru.

## Školství
V Boru se na přelomu 20. a 21. století nacházelo šest základních škol a čtyři školy střední.